# 七星街道 (桂林市)
七星街道是中华人民共和国广西壮族自治区桂林市七星区下辖的一个街道。

## 行政区划
七星街道下辖15个居委会，分别是：
码坪、龙隐、七星、石油六公司、桂大、漓东、大园盘、毅峰、穿山东、穿山、施家园、一机联合、师大育才、横塘、轮胎厂。